# Martin-Luther-Krankenhaus (Berlin)
Das Martin-Luther-Krankenhaus ist ein evangelisches Krankenhaus im Ortsteil Schmargendorf des Berliner Bezirks Charlottenburg-Wilmersdorf. Das Krankenhaus verfügt über 285 Betten. Es ist Akademisches Lehrkrankenhaus der Charité Universitätsmedizin Berlin.
Zu den Fachabteilungen zählen Unfallchirurgie, Allgemein-, Visceral- und Gefäßchirurgie, Plastische Chirurgie, Frauenheilkunde und Geburtshilfe, Innere Medizin und Intensivmedizin.
Jährlich werden etwa 11.000 Patienten stationär und 14.000 ambulant behandelt. Träger des Hauses ist die Martin-Luther-Krankenhaus-Betriebs-GmbH. Das Krankenhaus ist Teil der Johannesstift Diakonie.

## Geschichte
Hintergrund der Errichtung war die wachsende Zahl neuer katholischer Krankenanstalten in Berlin, die Diskussion um ein Verbot der Krankenhausseelsorge in den städtischen Krankenhäusern, sowie der Bevölkerungsanstieg Berlins.
Das Gebäude wurde ab 1930 errichtet. Architekt war Ernst Kopp. Am 1. April 1931 wurde das damals mit 400 Betten zu den größeren Häusern zu rechnende Haus eröffnet. Chefarzt der Kinderheilkunde wurde der Generaloberstabsarzt a. D. Hans Eckert.
Ein prominenter Patient war der Geiger Yehudi Menuhin, der hier am 12. März 1999 an einem Herzversagen starb. 1960 war, unbeachtet von der Öffentlichkeit, Ernst Schoen im Martin-Luther-Krankenhaus gestorben.